# André Raboud
André Raboud (* 6. April 1949 in Strassburg, heimatberechtigt in Monthey) ist ein Schweizer Bildhauer und Kunstpädagoge.

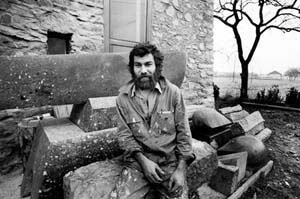
André Raboud (1982) by Erling Mandelmann

## Herkunft
André Rabouds Vater war Schweizer und schloss sich 18-jährig dem französischen Widerstand an. Er wurde von der Gestapo festgenommen und gefoltert. Seine spätere Frau stammte aus dem Elsass. Sie war als Übersetzerin tätig und verhalf ihm zur Flucht. Das Paar heiratete und hatte zusammen einen Sohn und eine Tochter. Der Vater wurde mit einem Orden des British Empire ausgezeichnet.

## Leben und Werk
André Raboud wuchs im Elsass und in der Champagne auf. Seine Ferien verbrachte er regelmässig in Monthey, wo die Familie später auch lebte. Als Jugendlicher begann er sich für die Malerei zu interessieren und meldete sich an der Kunstgewerbeschule in Vevey an. Da die Schule die Aufnahme verweigerte, absolvierte er in Monthey eine Lehre zum Dekorateur. 
Als er zum ersten Mal mit einem Schweissgerät arbeitete, war das für ihn eine Initialzündung. „Mein Wunsch nach Volumen wurde dort geboren“. In der Folge widmete er sich ab 1969 ausschliesslich der Bildhauerei. Seine Inspirationen fand er in der Natur, in Büchern, in der Musik und in der Architektur. Erst 20-jährig stellte er seine Werke mit grossem Erfolg in Monthey, Martigny und Lausanne aus.
1971 organisierte Raboud mit den Künstlern Leo Andenmatten, André-Paul Zeller, Angel Duarte, Paul Messerli und Jean-Claude Rouiller eine der ersten Gruppenausstellungen nicht-figurativer Kunst im Wallis. Raboud heiratete 1972 die Pianistin und Komponistin Marie-Christine, geborene Theurillat (* 1948). 1972 war er ein Gründungsmitglied der Sektion Wallis der GSMBA. 1975 erhielt er seinen ersten Grossauftrag von der Stadt Monthey.
Zahlreiche Reisen beeinflussten das künstlerische Schaffen von Raboud nachhaltig. Nach dem frühen Tod seines Freundes und Bildhauers Marco Pellegrini (1935–1978) reiste er nach Mittelamerika, Guatemala und nach Tikal, wo er die Präkolumbianischen Kunst studierte. In der Folge gab Raboud die formale Ästhetik in seinen Werken auf, um sich symbolischeren Werken zu widmen. 
1980 erhielt er ein Eidgenössisches Kunststipendium. Zwischen 1985 und 1988 schuf Raboud Werke, die im Wesentlichen von der keltischen Zivilisation geprägt waren. Als Professor für Bildhauerei unterrichtete er in den Jahren 1977/1978 und 1985/1986 an der Hochschule für Bildende Künste in Sitten.
Mit Unterstützung der Pro Helvetia hielt sich Raboud von 1990 bis 1992 in Japan auf. Nach einem Besuch im Friedensmuseum Hiroshima schuf er eine Serie von Lava- und Schlangenskulpturen zum Thema Der schreiende Mann. Zudem schuf er in Japan eine Reihe von monumentalen Werken, die hauptsächlich aus schwarzem Granit bestehen. Das Nagashima Museum in Kagoshima ist im Besitz eines seiner Werke.
Inspiriert von den japanischen Gärten und der japanischen Philosophie schuf Raboud ab 1993 zahlreiche Werke in schwarzem Granit und Serpentin. Seine Werke stellte er in zahlreichen Gruppen- und Einzelausstellungen im In- und Ausland aus. Zudem befinden sich seine Werke in den Sammlungen des Kantonalen Kunstmuseums in Lausanne, im Kunstmuseum Wallis und in der Stiftung Pierre Gianadda in Martigny.
Raboud erhielt 2011 den Kulturpreis des Kantons Wallis. Im gleichen Jahr drehte der im Chablais lebende Filmemacher Christian Berrut den Dokumentarfilm über André Raboud mit dem Titel Le Grand Dialog. 2017 verlieh ihm die Academy of Fine Arts in Paris den Preis der Foundation Gianadda. Raboud lebt und arbeitet einen Teil des Jahres in seinem provenzalischen Bauernhaus in der Nähe von Tarascon, die andere Hälfte in Saint-Triphon.

## Ausstellungen (Auswahl)
- 1983: Einzelausstellung in der Fondation Gianadda in Martigny
- 1989: Retrospektive im Kantonalen Museum der Schönen Künste in Sitten
- 1993: Museu Brasileiro da Esculturaim Galerie Pavillon Werd
- 1995: Teilnahme im Rahmen der 3. Biennale GSMBA d'arte all'aperto in Cureglia
- 2007: Einzelausstellung in der Living with Art Gallery in New York
- 2009: Grosse Einzelausstellung im Théâtre de la Ville de Monthey.
- 2011: Museu Brasileiro da Escultura in Sao Paolo zusammen mit dem Maler Pierre Zufferey